# Gesichtserker
Gesichtserker (von „Erker“) ist eine scherzhafte Bezeichnung für die Nase.
Das Wort „Gesichtserker“ wurde häufig als Musterbeispiel für eine misslungene Verdeutschung genannt.  Es ist jedoch kein Sprachpurist bekannt, der jemals ernsthaft vorgeschlagen hat, „Nase“ durch „Gesichtserker“ zu ersetzen. Als angebliche Urheber werden meist Philipp von Zesen oder auch Joachim Heinrich Campe genannt, in deren Werken das Wort „Gesichtserker“ bislang allerdings nicht nachgewiesen werden konnte. Auch möglich ist die Erfindung des Wortes Ende des 18. Jahrhunderts, um sich über Verdeutschungsversuche der Sprachpuristen (etwa „Meuchelpuffer“ für Pistole) lustig zu machen.
Erker ist allerdings kein ursprünglich deutsches Erbwort, sondern ein Lehnwort aus dem Französischen; Nase ist dagegen – trotz der Ähnlichkeit zur urverwandten lateinischen Form nasus – sehr wohl ein Erbwort.